# Svenska staten

Stora riksvapnet med Serafimerordens kedja är en symbol för Svenska staten.

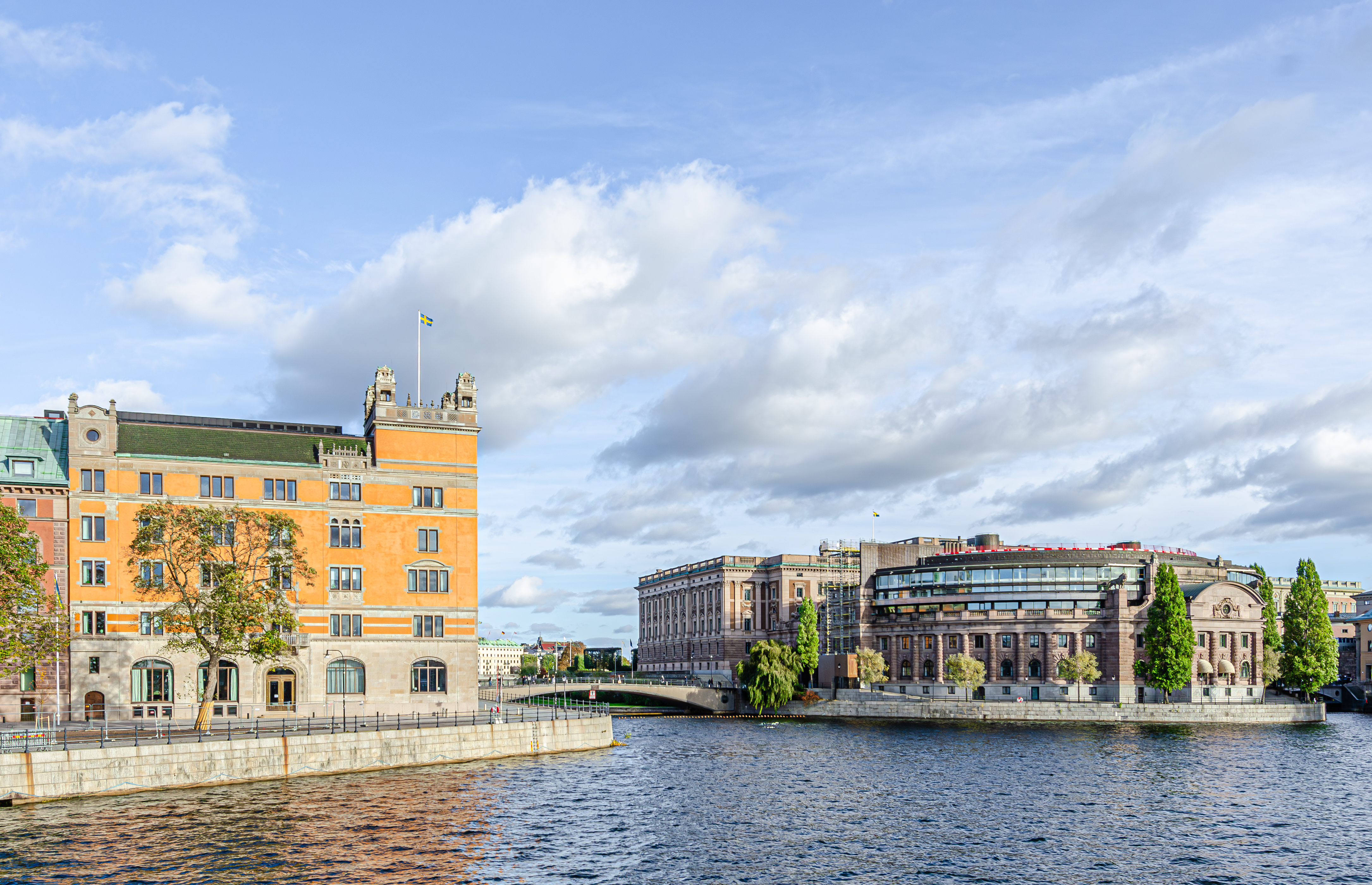
Regeringsbyggnaden Rosenbad och Riksdagshuset i centrala Stockholm. I bakgrunden skymtar Stockholms slott. Tre huvudbyggnader i den svenska staten.

Svenska staten (i äldre texter ofta benämnd som Kronan, alternativt Statsverket som ekonomisk enhet för den del av statsförvaltningen som sorterade under Kungl. Maj:t) är den offentliga centralmakten i Sverige, vars organ består av statschefen, riksdagen och regeringen, samt de domstolar och förvaltningsmyndigheter som lyder under dessa.
Svenska staten är en juridisk person och är internationellt en folkrättsligt erkänd suverän entitet. Regler för dess interna verksamhet, bortsett från folkrättslig sedvanerätt, regleras i första hand av regeringsformen (motsvarande en bolagsordning), som är en av Sveriges grundlagar. Regeringsformen kompletteras av andra lagar, förordningar, föreskrifter och rättsfall inom det juridiska område som kallas statsrätt. 
Förutom och utöver staten, består den offentliga sektorn i Sverige även av kommuner och regioner (tidigare landsting). Kommuner och regioner är skilda juridiska personer från staten, då kommunalt självstyrelse tillämpas i Sverige.

## Statens organ

### Statschefen
Den som enligt Successionsordningen är Sveriges kung eller regerande drottning är landets statschef. Sedan 1980 tillämpas fullt kognatisk tronföljd i primogenitur.
Innan 1544 så valdes varje monark av ständerna, men sedan Västerås arvförening är Sverige en arvmonarki. Ända sedan enväldets avskaffande 1718-1720 och till införandet av allmän rösträtt 1918 hade den svenska monarken alltmer fråntagits den personliga kungamakten (dvs kungens rätt att få styra riket efter eget behag), med undantag av tiden mellan Gustav III:s statskupp 1772 och Statskuppen 1809. Formellt sett hade monarken betydande befogenheter ända fram till utgången av 1974, då nya 1809 års regeringsform upphörde. Torekovskompromissen 1971 var en del av grundlagsberedningens arbete inför beslutet om 1974 års regeringsform och den innebar att monarkin bestod, men till priset av att monarken fråntogs all formell politisk makt och är numera helt av ceremoniell och representativ art.
Regerande monark har dispositionsrätt till de kungliga slotten och även Kungliga Djurgården i Stockholm. Den svenska monarken har två roller; Sveriges statschef och överhuvud för det kungliga huset. Organisationen som biträder statschefen heter Kungliga Hovstaterna, och ansvarig chef som svarar inför kungen är riksmarskalken.

### Riksdagen
Sveriges riksdag är landets lagstiftande församling och består av en kammare med 349 riksdagsledamöter, som väljs enligt ett proportionellt valsystem i allmänna val vart fjärde år. Riksdagens arbete leds av en talman och biträds av tre vice talmän. Riksmötet öppnar den tredje tisdagen i september varje år, utom de år allmänt val hålls då det öppnar några veckor senare. För att ett parti ska få plats i riksdagen krävs minst fyra procent av rösterna vid ett allmänt val eller tolv procent av rösterna i någon valkrets. Mandaten fördelas enligt jämkade uddatalsmetoden. Riksdagshuset är dess säte sedan 1905 och är beläget på Helgeandsholmen i Stockholm.
Riksdagen har ansvaret för att fastställa statsbudgeten, det vill säga att besluta om statens utgifter och inkomster. Regeringen har å sin sida rätt och även skyldighet att lägga fram ett förslag till ny statsbudget, en så kallad budgetproposition, men det är riksdagens uppgift att ta ställning till förslaget. Lagförslag kan framläggas av regeringen eller riksdagens ledamöter. Riksdagen är organiserad i sexton riksdagsutskott samt i EU-nämnden. Krigsdelegationen består av talmannen och femtio riksdagsledamöter och som vid behov kan ersätta riksdagen om Sverige skulle vara i krig eller krigsfara.
Riksdagen leder sitt ursprung dels från de gamla alltingen samt de herredagar eller hovdagar förekom under 1200-, 1300- och 1400-talen. En datering av riksdagens uppkomst, vilket varit en mycket omdiskuterad fråga, blir beroende av hur begreppet definieras. Arboga möte 1435 har ofta kallats Sveriges första riksdag; vid Gustav Vasas två riksmöten i Västerås 1527 och 1544 fanns de fyra stånden: adel, präster, borgare och bönder representerade. Begreppet "riksdag" kom i bruk på 1540-talet, och 1617 antogs den första riksdagsordningen: Ordningen för ständernas sammanträden. 1866 avskaffades ståndsriksdagen (dvs ett system med fyra kammare) och ett system med två kammare: en första kammare och en andra kammare. År 1918 infördes kvinnlig rösträtt. Efter den partiella författningsreformen infördes en kammare med 350 ledamöter 1971. Till valet 1976 sänktes rösträttsåldern från 20 till 18 år. Vid samma tillfälle ändrades antalet riksdagsledamöter från 350 till 349. Från valet 1994 förlängdes valperioden från tidigare tre till numera fyra år.

#### Myndigheter under riksdagen
Riksdagen har flera myndigheter knutna till sig, vilka i de flesta fall har till funktion att verka för riksdagens kontrollmakt (t.ex. Justitieombudsmannen och Riksrevisionen) eller intern administration (t.ex Riksdagsförvaltningen och Riksdagens arvodesnämnd).
Sveriges riksbank är också en myndighet under riksdagen; elva ledamöter väljs till riksbanksfullmäktige som utser direktionen. Direktionen ansvarar för penningpolitik, finansiell stabilitet, marknadsoperationer, betalningsväsende samt riksbankens administration och budget. Sveriges Riksbank är en självständig centralbank vilket innebär att ingen annan myndighet får lägga sig i Riksbankens beslut när det gäller penningpolitik

### Regeringen
Regeringen (innan 1975 Kungl. Maj:t) är Sveriges högsta verkställande myndighet och består kollektivt av statsråden, sammankallade under statsministerns ordförandeskap. Regeringen är ansvarig inför riksdagen och måste i enlighet med parlamentarismens grundprincip tolereras av riksdagsmajoriteten för att bestå. Regeringen har i princip ansvar för allting inom staten som enligt regeringsformen inte är reserverat för riksdagen, som riksdagen anförtrott åt annat statligt organ, eller som är förbjudet enligt lag. Denna behörighet brukar kallas för restkompetensen.
Statsministern väljs av riksdagen efter ett riksdagsval, på talmannens förslag: om talmannens fyra förslag röstas ned utlyses automatiskt extra val. Statsministern har till främsta uppgift att leda regeringen och att utse dess statsråd. Statsministern har befogenhet att ensam tillsätta och avskeda statsråd och behöver inte riksdagens stöd för detta. Riksdagen kan dock när som helst välja att avsätta ett enskilt statsråd eller statsministern. Avsätts statsministern tvingas även hela regeringen avgå. Statsministern har sedan 1990-talet sitt officiella residens i Sagerska huset som ligger i centrala Stockholm samt har tillgång till herrgården Harpsund i Södermanland, vilken fungerar som rekreationsbostad.
Till sitt förfogande har regeringen flera departement, Statsrådsberedningen och Förvaltningsavdelningen som tillsammans utgör avdelningar i Regeringskansliet, som har sitt säte i Rosenbad sedan 1981.

#### Statsförvaltningen (myndigheter under regeringen)
De allra flesta statliga förvaltningsmyndigheterna sorterar under regeringen. Justitiekanslern och Försvarsmakten är två förvaltningsmyndigheter som står under regeringen och som uttryckligen omnämns i regeringsformen. Grundläggande bestämmelser om förvaltningsmyndigheterna finns i 12 kap. regeringsformen. 
För verksamheten finns vidare allmänna bestämmelser i förvaltningslagen. I myndighetsförordningen (2007:515) finns vissa grundläggande föreskrifter för förvaltningsmyndigheter under regeringen. Där framgår bland annat att en myndighet kan vara en enrådighetsmyndighet, styrelsemyndighet eller nämndmyndighet. Regeringen bestämmer oftast ramarna och formerna för en myndighets verksamhet i en myndighetsinstruktion, som är en förordning med bestämmelser om bland annat sådant som myndighetens uppgifter och ledningsform (såvida inte en myndighets verksamhet och organisation är fastställd i särskild lag). Regeringen beslutar vidare om förutsättningarna för den enskilda myndighetens verksamhet i årliga regleringsbrev, som innehåller uppgifter om myndighetens mål och ekonomiska ramar. Emellertid gäller den begränsningen att varken riksdagen eller regeringen får bestämma hur en myndighet ska besluta i ett ärende som utgör myndighetsutövning mot enskild eller mot kommun eller som rör tillämpning av lag.
Det allmänna myndighetsregistret, som omfattar samtliga statliga myndigheter (men inte kommunala myndigheter), förs från 2008 av Statistiska centralbyrån.

### Domstolarna
Domstolarna kan indelas i tre grupper uppdelade efter vilken typ av mål de dömer i nämligen de allmänna domstolarna, de allmänna förvaltningsdomstolarna och specialdomstolarna (t.ex. Arbetsdomstolen). I de två första grupperna handläggs målen – åtminstone teoretiskt – i tre instanser till Högsta domstolen respektive Högsta förvaltningsdomstolen. I den tredje gruppen varierar möjligheterna att överklaga. 
Domstolsverket är en förvaltningsmyndighet (under regeringen) som har inrättats för att ge administrativt stöd och service åt de allmänna- och förvaltningsdomstolarna samt för att ge service åt allmänheten. 

## Statens budget
Budgetpropositionen presenteras av finansministern till riksdagen senast den 20 september varje år, utom valår. Under valår ska en ny regering presentera en budgetproposition tre veckor efter att den har tillträtt. En budgetproposition måste oavsett hur lång tid regeringsskiftet tar lämnas till riksdagen senast den 15 november. Vårpropositionen är regeringens förslag till riktlinjer för den ekonomiska politiken och budgetpolitiken. Propositionen lämnas senast den 15 april och inleder riksdagens arbete med statsbudgeten. 
Statens inkomster består framför allt av statliga skatter på arbete, kapital och konsumtion. Delar av statens inkomster kommer även från återbetalning av lån (t.ex. studielån) samt bidrag från Europeiska unionen (EU). Statens utgifter indelas i 27 områden som fördelas på departementen, Kungliga Hovstaterna, bidrag till kommunerna samt medlemsavgift till EU.
Det finanspolitiska ramverket är ett antal principer för finanspolitiken, hur budgeten ska se ut samt hur beslutsprocessen i Sveriges riksdag går till. Syftet är långsiktig stabilitet i statens budget med målet att förhindra stora budgetunderskott. Budgetreglerna stramades upp 1996 efter finanskrisen i Sverige 1990–1994, efter förslag av Lindbeckkommissionen. Ekonomistyrningsverket (ESV) ansvarar för att sammanställa och publicera utfallet för statens budget och publicerar årligen Årsredovisning för staten.

## Statens egendom

### Statliga företag
Med ett statligt bolag avses en företagsform, där staten är den huvudsakliga ägaren. Många tidigare affärsverk, exempelvis Statens järnvägar, har styckats upp och omvandlats till statligt ägda aktiebolag (t.ex SJ AB, Green Cargo & Jernhusen) eller har privatiserats (t.ex Unigrid, Euromaint, & Nobina).